# The lost king
The lost king és una pel·lícula biogràfica britànica del 2022 dirigida per Stephen Frears. Escrita per Steve Coogan i Jeff Pope, es basa en el llibre de 2013 The King's Grave: The Search for Richard III de Philippa Langley i Michael Jones. És una dramatització de la història de Philippa Langley (Sally Hawkins), la dona que va iniciar la recerca per trobar les restes del rei Ricard III sota un aparcament de Leicester, i el seu tractament per part de la Universitat de Leicester en la reclamació del crèdit pel descobriment. Coogan i Harry Lloyd també apareixen al repartiment. S'ha doblat i subtitulat al català.
The lost king va ser produït per Pathé, Baby Cow, BBC Film i Ingenious Media, i distribuït per Pathé a França i Suïssa com a distribuïdor autònom, i al Regne Unit a través de Warner Bros. Pictures. La pel·lícula es va estrenar al 47è Festival Internacional de Cinema de Toronto el 10 de setembre de 2022 i es va estrenar al Regne Unit el 7 d'octubre. The lost king va rebre crítiques generalment positives.